# استبطان (علم النفس)

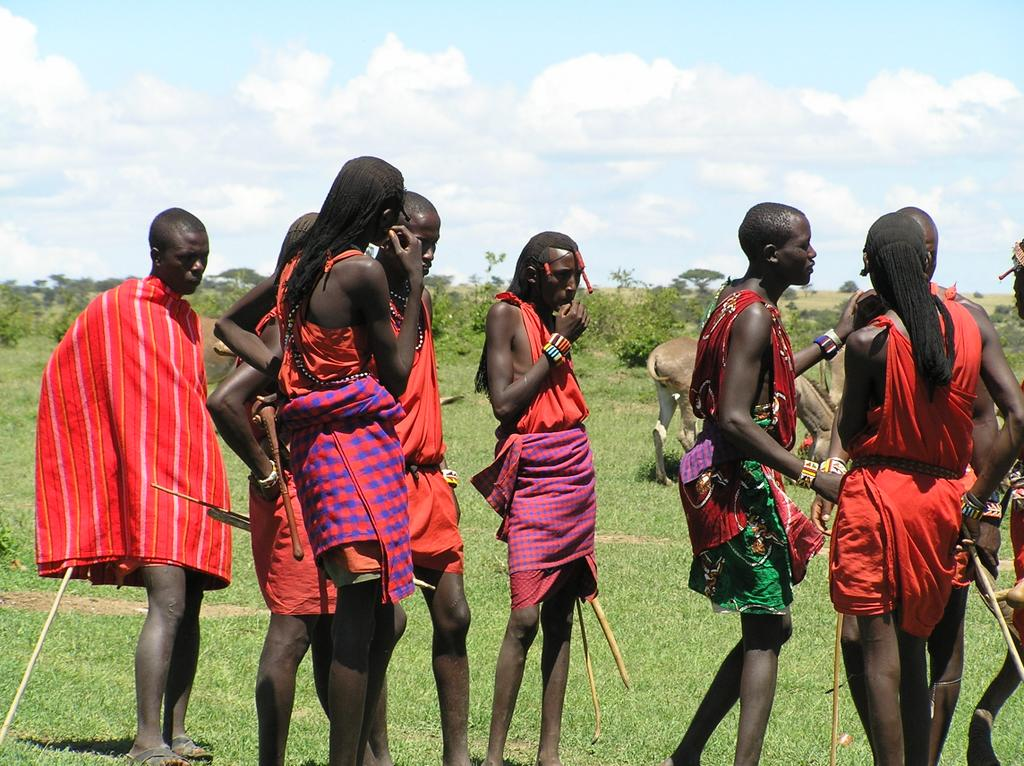

الاستبطان (أو مطالعة النفس) هو تأمل باطني ينصب على ما يجري في عالم الشعور، ومنه الاستبطان التجريبي، وهو منهج نفسي يتلخص في أن يوضع شخص تحت اختبارات معينة ليصف شعوره في أثناء هذه التجربة. تعتمد عملية الاستبطان في علم النفس حصريًا على ملاحظة المرء لحالته العقلية، بينما قد تشير في السياق الروحي إلى فحص روح الشخص. يرتبط الاستبطان بشكل وثيق بالتأمل الذاتي البشري ويتناقض مع الملاحظة الخارجية. يقدم الاستبطان بشكل عام ميزة وصول الشخص إلى حالاته الذهنية الخاصة دون وجود وساطة من مصادر المعرفة الأخرى، وبالتالي تعتبر الخبرة الفردية للذهن فريدة من نوعها. يمكن للاستبطان أن يحدد أي عدد من الحالات الذهنية بما في ذلك: الحسية والجسدية والمعرفية والانفعالية وما إلى ذلك. كان الاستبطان موضوعًا للنقاش الفلسفي طوال ألآف السنين. يتسائل الفيلسوف أفلاطون، لم لا ينبغي علينا مراجعة أفكارنا الخاصة بصبر وهدوء، ومن خلالها نفحص ونرى حقيقة تلك المظاهر الموجودة فينا؟ وبينما يُطبق الاستبطان على العديد من جوانب الفكر الفلسفي، فربما يُعرف جيدًا بسبب دوره في الإبستمولوجيا؛ ويُقارن الاستبطان غالبًا في هذا السياق مع الإدراك الحسي والتفكير والتذكر والشهادة بوصفها مصدرًا من مصادر المعرفة.

## في مجال علم النفس

### فونت
يُزعم غالبًا أن فيلهلم فونت، أبو علم النفس الحديث، كان أول من تبنى الاستبطان في علم النفس التجريبي، على الرغم من أن الفكرة المنهجية كانت موجودة قبل فترة طويلة، مثلما كان الأمر لدى علماء النفس المتفلسفين الألمان خلال القرن الثامن عشر، أمثال ألكسندر جوتليب باومجارتن أو يوهان نيكولاس تيتنز. ويجب أيضًا تناول وجهات نظر فونت حول الاستبطان بحرص شديد. كان فونت متأثرًا بعلماء الفزيولوجيا البارزين، مثل جوستاف فشنر، والذي استخدم نوعًا من الاستبطان المُحكَم بوصفه وسيلة لدراسة الأعضاء الحسية البشرية. واعتقد فونت بناء على الاستخدام الموجود مسبقًا للاستبطان في الفزيولوجيا، بأن الاستبطان هو القدرة على ملاحظة الخبرة أو التجربة، وليس فقط التفكير المنطقي أو التأملات، إذ تبنى البعض الآخر هذا المعنى الذي رآه فونت. وفرض فونت رقابة صارمة حول استخدام الاستبطان في معمله التجريبي في جامعة لايبزغ، وهو الأمر الذي مكّن العلماء الآخرين من تكرار تجارب فونت في أماكن أخرى، ويعد ذلك تطورًا ثبتت أهميته بالنسبة لتطور علم النفس بوصفه علمًا حديثًا وتخصصًا علميًا خاضعًا لمراجعة النظراء. كان مثل هذا التطهر أمرًا قياسيًا لفونت، وأعطى تعليمات بأن تحدث كل الملاحظات الاستبطانية وفقًا لنفس تلك التوجيهات: (1) يجب على المُلاحِظ، لو أمكن ذلك، أن يكون في موقف يسمح له بالتحديد المسبق لمدخل العملية التي يريد ملاحظتها. (2) يجب على المُستبطن، كلما أمكن ذلك، أن يفهم الظاهرة في حالة من الانتباه المُرَكَّز ويتبع مساره. (3) يجب على كل ملاحظة لكي تكون مؤكدة أن تكون قابلة للتكرار عدة مرات تحت ظل نفس الشروط. (4) يجب اكتشاف الشروط التي تحدث فيها الظاهرة من خلال تنوع الملابسات المصاحبة، وعندما يحدث ذلك فيجب أن تتنوع التجارب المتماسكة المختلفة وفقًا لخطة ما، عن طريق الاستبعاد الجزئي لبعض المحفزات وعن طريق التصنيف الجزئي لقوتها ونوعيتها.

### تيتشنر
كان إدوارد تيتشنر رائدًا من الرواد الأوائل في علم النفس التجريبي وتلميذًا لدى فيلهلم فونت. وبعد حصوله على درجة الدكتوراة تحت إشراف فونت في جامعة لايبزغ، شق طريقه نحو جامعة كورنيل، إذ أسس معمله وأبحاثه الخاصة به. كان علم النفس ما يزال تخصصًا ناشئًا جديدًا، عندما وصل تيتشنر إلى جامعة كورنيل في عام 1894، وبوجه خاص في الولايات المتحدة، وكان تيتشنر هو الشخصية الأساسية التي نقلت أفكار فونت إلى أمريكا. ومع ذلك فقد أساء تيتشنر تقديم بعض أفكار فونت إلى مؤسسة علم النفس الأمريكية، وتحديدًا فيما يتعلق برؤيته للاستبطان، والذي درسه تيتشنر للطلاب، واحتفظ به فقط بغرض التحليل النوعي للوعي في جوانبه المختلفة، بينما اعتبره فونت بمثابة وسيلة لقياس كامل الخبرة الواعية بشكل كمي. كان تيتشنر مهتمًا بشكل حصري بالمكونات الفردية التي تشمل على الخبرة الواعية، بينما رأى فونت غرضًا ضئيلًا في تحليل المكونات الفردية، إذ ركز على تركيب أو بناء تلك المكونات. وشكلت أفكار تيتشنر في خاتمة المطاف، الأساس الخاص بالنظرية البنائية قصيرة العمر في علم النفس.

### التصورات الخاطئة في التاريخ
سيطر على التأريخ الأمريكي للاستبطان وفقًا لبعض المؤلفين، ثلاثة تصورات خاطئة. فيميل المؤرخون في علم النفس إلى المُحاججة على وجه الخصوص بأن:
(1) الاستبطان كان هو المنهج المسيطر في البحث السيكولوجي في وقت ما.
```
(2) كانت المدرسة السلوكية وتحديدًا لدى جون ب. واطسون هي المسؤولة عن تشويه أو إضعاف الاستبطان بوصفه منهجًا صالحًا.
```

(3) هجر هذا الجانب العلمي من علم النفس الاستبطانَ بشكل كامل نتيجة تلك الانتقادات. ومع ذلك لم يكن الاستبطان منهجًا مهيمنًا على علم النفس. فيُعتقد أن الأمر كذلك نتيجة انحياز إدوين ج. بورنج إلى آراء تيتشنر بينما أهمل المصادر الأصلية ولم يعطها من الأهمية سوى القليل، إذ كان تلميذًا لإدوارد تيتشنر وصاحب رؤى مؤثرة تاريخيًا في علم النفس التجريبي. انتقد العديد من علماء النفس الآخرين الاستبطان، بما في ذلك فيلهلم فونت ونايت دنلاب والذي قدم في مقالته (موقف ضد الاستبطان) حُجةً ضد الملاحظة الذاتية والتي لا تتأصل بشكل أساسي في الإبستمولوجيا السلوكية.

### التطورات الأخيرة
تناقص استخدام الاستبطان بشكل جزئي بعد موت تيتشنر كنتيجة لسوء تقديمه له، مع انحدار لاحق للمدرسة البنائية. ورفضت الحركات السيكولوجية التالية مثل المدرسة الوظيفية والمدرسة السلوكية، الاستبطان نتيجة لافتقاره إلى الموثوقية العلمية بالإضافة إلى عوامل أخرى. نشأت الوظيفية في الأصل للمعارضة المباشرة مع المدرسة البنائية، إذ عارضت تركيزها الضيق على عناصر الوعي، وأكدت على هدف أو غرض الوعي والسلوك النفسي الآخر. وانصبّ بشكل أكبر رفض السلوكية للاستبطان على عدم الموثوقية والعنصر الذاتي الذي يتناقض مع تركيز المدرسة السلوكية على السلوك القابل للقياس. تقبلت حركة علم النفس المعرفي التي نشأت مؤخرًا، فائدة الاستبطان إلى حد ما، في دراسة الظواهر السيكولوجية، ولكن بشكل عام فقط في التجارب المتعلقة بالتفكير الداخلي الذي يُجرى في ظل ظروف تجريبية. على سبيل المثال، يشير الباحثون إلى المشاركين في (بروتوكول التفكير بصوت مرتفع)، أن يتحدثوا بما يدور في تفكيرهم بصوت مرتفع، من أجل دراسة عملية التفكير النشط، دون إجبار فرد على التعليق على العملية نفسها.
انتقد المؤلفون بالفعل في القرن الثامن عشر، استخدام الاستبطان، سواء من ناحية معرفة المرء لما في ذهنه أو باعتباره منهجًا لعلم النفس. أشار ديفيد هيوم إلى الميل الذي يحدث عند استبطان حالة ذهنية، نحو تغير تلك الحالة نفسها إلى حد بعيد؛ ولاحظ المؤلف الألماني كريستيان جوتفريد شوتز، أن الاستبطان عادة ما يوصف بأنه مجرد (إحساس داخلي)، ولكنه يتطلب بالفعل انتباهًا أيضًا، ولا يحدث هذا الاستبطان في حالات ذهنية غير واعية، ولا يمكن استخدامه بشكل ساذج –فيحتاج المرء إلى معرفة ما يبحث عنه. وأضاف إيمانويل كانت أنهم إذا فُهموا بشكل ضيق للغاية فإن التجارب الاستنباطية ستكون مستحيلة. يعطي الاستبطان في أحسن الأحوال، إشارات حول ما يجري في الذهن، ولا يكفي لتبرير دعاوي المعرفة بشأن الذهن. واستمرت الفكرة مطروحة للنقاش بشكل مشابه بين جون ستيوارت مل وأوجست كومت. وتطلب الأبحاث السيكولوجية الحديثة حول المعرفة ونظرية الإسناد، من الناس أن يصرحوا عن عملياتهم الذهنية، كأن يقولوا مثلًا لماذا قاموا باختيار معين أو كيف توصلوا إلى حكم معين.